# I Cronoliti
I Cronoliti (The Chronoliths) è un romanzo di fantascienza dello scrittore canadese Robert Charles Wilson pubblicato nel 2001.

## Storia editoriale
Il romanzo è stato vincitore del Premio John Wood Campbell Memorial, nominato per il Premio Hugo per il miglior romanzo e per il Premio Locus per il miglior romanzo di fantascienza nel 2002.
Il romanzo è stato pubblicato in Italia nel 2023.

## Trama
Scott Warden, programmatore-designer di software, vive con la moglie Janice  e  figlia Kaitlin in Tailandia dopo che suo ultimo contratto si è estinto, in una relativa indigenza. Assieme al suo amico Hitch Paley sono i primi statunitensi ad imbattersi in un enorme monolito alto oltre novanta metri, che compare dal nulla nella giungla antistante alla località turistica di Chumphon in cui vivono.
Ad un primo esame il monolite appariva composto da una misteriosa ed indistruttibile sostanza vitrea ricoperta di ghiaccio. Ma l'elemento più sconvolgente erano le iscrizioni,  in un misto di mandarino ed inglese elementare, che commemoravano la conquista militare della Thailandia meridionale e della Malaysia da parte di uno sconosciuto signore della guerra di nome Kuin, ma che riportavano quale  data della conquista il 21 dicembre 2041, venti anni nel futuro.
Nei successivi venti anni  altri monoliti compaiono in diverse parti del mondo , ma non negli USA, e prendono il nome di Cronoliti in quanto riportano, sempre, le date delle vittorie di Kuin su molteplici stati di tutto il mondo, ma sempre entro i venti anni dalla prima apparizione. 
Tali inspiegabili fenomeni contribuiscono a creare fenomeni di culto e di movimenti politici pro-Kuin, Scott Warden viene contattato dalla sua professoressa, nonché mentore, Sue Chopra, che ha elaborato una affascinante teoria che le permette di predire data e luogo di apparizione dei Cronoliti.  Egli entra a far parte della equipe ed assiste all'apparizione di un nuovo Cronolite a Gerusalemme che la scienziata Sue Copra aveva previsto con estrema precisione. 
La vicenda assume anche degli aspetti personali per Scott Warden, in quanto la figlia adolescente si innamora di un certo Adam Mills, fanatico guerrigliero pro-Kuin, e con lui è presente all'apparizione  di un Cronolite in Messico durante la quale Adam Mills apparentemente muore.
Visti i rischi corsi dalla figlia, Scott Warden si ritira dall'équipe per meglio accudire alla figlia, si sposa con una certa Ashlee, (scoprendo poi, curiosissima coincidenza,  che era la madre di Adam Mills), e cerca di vivere una vita “normale”.
Nel frattempo la scienziata Sue Chopra scopre che Adam Mills è vivo e si prepara a difendere, con guerriglieri kuinisti l'apparizione di un Cronolite nel Wyoming che è il primo a dover comparire negli USA, per come scientificamente previsto dalla scienziata, che riesce a convincere Scott a tornare a lavorare con lei.
L'obbiettivo di Sue Chopra è distruggere il Cronolite, e nel contempo appurare se la sua distruzione possa  interrompere l'arrivo di ulteriori Cronoliti. 
Il Cronolite appare ed è difeso da Adam Mills ed il suo gruppo di combattenti kuinisti, ma le apparecchiature ideate dalla scienziata Sue Chopra riescono  a creare un fenomeno scientifico che sembra superare i limiti della tecnologia terrestre, e ne facilita la parziale distruzione, lasciandone dei resti che vengono subito catturati dall'esercito USA in vista di successivi sviluppi militari, politici, e scientifici.  
Scott Warden scopre che Adam Mills è morto e che il suo vero nome era Quinn, quindi non notevoli assonanze fonetiche di pronuncia con Kuin.
Il romanzo di conclude    con la sconfitta dei kuinisti in tutto il mondo, e con una rinascita della scienza spaziale dovuta agli ulteriori studi di Sue Chopra che permettono agli USA di creare una astronave interstellare.

## Edizioni
- Robert Charles Wilson, I Cronoliti, collana Urania n° 1711, Mondadori, 2023,  pp. 246.